# Ariel Besse
Pour les articles homonymes, voir Besse.
Ariel Besse, née le 7 octobre 1965 à Nice et morte le 29 mai 2022 à Flayosc, est une actrice française.

## Biographie
Ariel Besse débute en 1981 à l'âge de 15 ans au cinéma dans Beau-père de Bertrand Blier avant de jouer dans Mora en 1982 et On s'en fout, nous on s'aime la même année.
Malgré des débuts prometteurs notamment dans le film Beau-père, Ariel Besse ne connaît pas une carrière cinématographique majeure. À la même époque, sa concurrente Sophie Marceau, qui bénéficie d'un considérable succès populaire pour le film La Boum, a été pressentie pour le film Beau-père, rôle qu'elle refuse finalement, le jugeant trop difficile à tenir.
En 1982, Ariel Besse fait une pause avec le cinéma et passe son bac un an plus tard. Elle s'inscrit au conservatoire de Théâtre de Paris puis au Conservatoire national supérieur d'art dramatique où elle acquiert le répertoire classique (Samuel Beckett, Luigi Pirandello, Beaumarchais, Molière, Eugène Ionesco…). 
En 2003 elle intervient dans le documentaire Patrick Dewaere l'enfant du siècle d'Alexandre Moix.
Elle joue dans un épisode de la série télévisée La Crim' dans le rôle de Mylène Fabre, en 2004.
Elle consacre l'essentiel de son temps et de sa carrière professionnelle aux planches et au Théâtre national populaire. Sous le nom d'Ariel Besse-Atanoux, elle joue régulièrement avec la troupe de la chorégraphe Katja Cavagnac.

### Vie privée
Ariel Besse est mariée et mère de quatre enfants.
Ariel Besse meurt le 29 mai 2022 chez-elle à Flayosc, dans des circonstances non dévoilées.

## Filmographie

### Cinéma
- 1981 : Beau-père de Bertrand Blier : Marion
- 1982 : Mora de Léon Desclozeaux : Aline
- 1982 : On s'en fout, nous on s'aime de Michel Gérard : Nathalie

### Télévision
- 2004 : La Crim' (Série TV) : Mylène Fabre

### Documentaire
- Patrick Dewaere, l'enfant du siècle (2003)